# Analgèsic

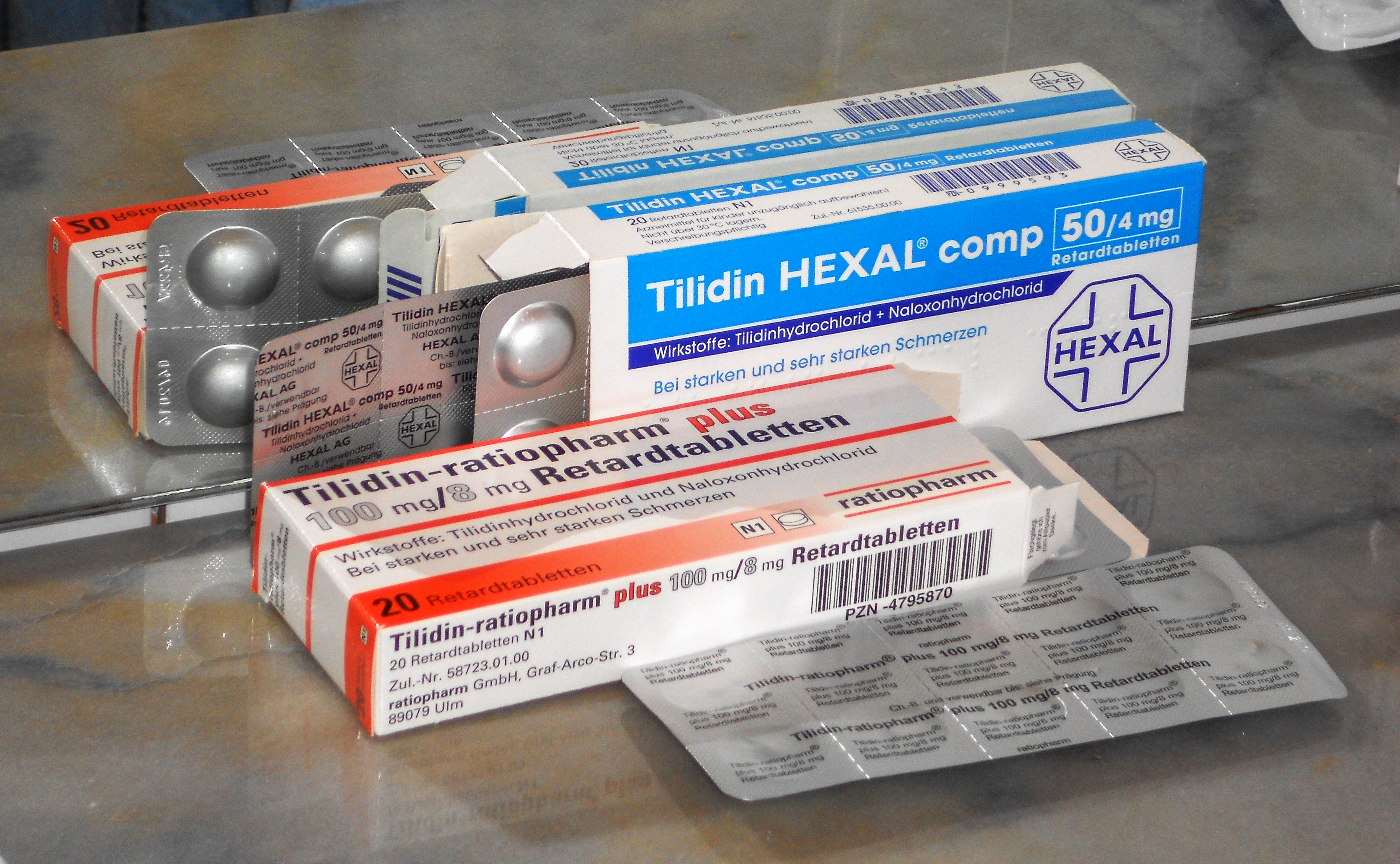
Tilidin, un analgèsic utilitzat a Alemanya

Un analgèsic és qualsevol procediment mèdic o paramèdic que calma o elimina el dolor.
Generalment, els analgèsics són un conjunt de fàrmacs, de famílies químiques diferents que calmen o eliminen el dolor per diferents mecanismes.

## Classificació dels analgèsics
Els analgèsics s'agrupen, segons els mecanismes d'acció, en:

### Antiinflamatoris no esteroidals
Els antiinflamatoris no esteroidals (AINE) són un grup heterogeni de fàrmacs, el representant del qual més conegut és l'àcid acetilsalicílic. Actuen sobretot inhibint a uns enzims anomenats ciclooxigenases, crucials en la producció de prostaglandines, substàncies mediadores del dolor. Corresponen al primer escaló analgèsic de l'OMS, junt amb el paracetamol, que encara que no és un AINE pròpiament dit, s'inclou en aquest primer escaló. A més de propietats analgèsiques, els AINE són antipirètics, antiinflamatoris i alguns antiagregants plaquetaris. Tenen l'inconvenient que no es pot superar una dosi de tolerància o sostre terapèutic a causa dels greus efectes adversos com és l'hemorràgia digestiva.

### Opiacis menors
Són un grup de substàncies, la majoria sintètiques com el tramadol que imiten, amb menor poder analgèsic, l'acció dels opioides. Aquests analgèsics corresponen al segon escaló analgèsic de l'OMS.

### Opiacis majors
Són un grup de fàrmacs, uns naturals (opiaci) com la morfina i altres artificials (opioide) com el fentanil, que actuen sobre els receptors opioides de les neurones del sistema nerviós, imitant el poder analgèsic dels opiacis endògens.
Són els fàrmacs analgèsics més potents coneguts i corresponen al tercer escaló analgèsic de l'OMS. Es poden associar i potencien la seua acció amb els AINE, però no és biològicament correcte associar-los a opiacis menors.
Els opiacis majors no presenten sostre terapèutic, per la qual cosa es pot augmentar la dosi segons la presència de dolor i tolerància del pacient. Presenta l'inconvenient que són substàncies estupefaents i deprimeixen el sistema nerviós central en les primeres dosis.

### Fàrmacs adjuvants
Encara que no són analgèsics quan s'administren aïlladament, potencien l'acció de qualsevol analgèsic en associació. Entre els fàrmacs adjuvants analgèsics es troben:
- Glucocorticoides.
- Antidepressius, sobretot els antidepressius tricíclics.
- Antiepilèptics, sobretot en el dolor neuropàtic.

Encara que no es poden incloure dins del grup dels analgèsics, el placebo, és a dir, l'efecte placebo o alleugeriment del dolor en absència d'un tractament conegut biològicament com a actiu, és capaç d'activar àrees cerebrals dedicades a l'alleugeriment del dolor, provocant canvis físics en la manera en què el cervell respon al dolor, visible en ressonància magnètica funcional, per la qual cosa està demostrat que la confiança que diposita el pacient en un tractament, en millora els resultats. Malgrat tot, cap fase del tractament del dolor passa per la utilització de placebo, perquè no és ètic.

## Ús de gel com a analgèsic
Davant els casos d'al·lèrgia cap a l'ús d'anestèsies tant per a examinació com per a cirurgia, diverses publicacions científiques han defensat l'ús del gel com a alternativa mentre que d'altres no han trobat que disminuïra el dolor. Una revisió sistemàtica publicada el 1994 respecte l'ús analgèsic del fred va concloure que es requerien més investigacions respecte l'eficàcia o ineficàcia d'aquest. Una ressenya sistemàtica publicada el 2014 sobre vapocoolants no trobà efectivitat i recomanava no emprar-los per a reduir el dolor.